# (133068) Lisaschulze
(133068) Lisaschulze est un astéroïde de la ceinture principale.

## Description
(133068) Lisaschulze est un astéroïde de la ceinture principale. Il fut découvert le 21 avril 2003 à la station Catalina par le programme CSS. Il présente une orbite caractérisée par un demi-grand axe de 2,25 UA, une excentricité de 0,15 et une inclinaison de 6,0° par rapport à l'écliptique.
Il est nommé d'après un contributeur de la mission OSIRIS-REx dont l'objet est l'étude de l'astéroïde (101955) Bénou.